# Ішимбайський нафтовий коледж
Ішимбай нафтовий коледж (ІНК) — нафтовий коледж в місті Ішимбай, перший навчальний заклад в Башкортостані професійної освіти паливно-енергетичного профілю, створення якого безпосередньо пов'язане з відкриттям нафтових і газових родовищ.

## Історія коледжу
Народження коледжу, як і відкриття башкирської нафти відбулося в 1932 році.
Відкриття Ішимбайського нафтового родовища 16 травня 1932 року створило проблеми із забезпеченням нафтових промислів фахівцями. Задача була вирішена з відкриттям першого в Башкортостані нафтового технікуму в грудні 1932 року, який свою роботу розпочав у місті Стерлітамак, оскільки міста Ішимбай в той час не існувало. З появою базових підприємств міста в 1942 році технікум переведений у місто Ішимбай.
Першим директором технікуму став А.С. Сквирський, інженер-електрик. До 1966 року технікум не мав власного приміщення. У 1966 році на вулиці Губкіна побудовано навчальний корпус — триповерхова будівля з аудиторіями, а через рік завершено будівництво виробничого корпусу, сполученого з навчальним. У 1968 році побудовано чотириповерхову будівлю гуртожитку на 300 осіб.
У 1974 році збудовано триповерхову прибудову, на верхніх поверхах якої розташувалися навчальні аудиторії, а нижній поверх цілком зайняла світла їдальня на 200 місць.
За ініціативою І.Г. Пауля і З.С. Карамишева, колишніх директора і завуча технікуму, прийнято рішення про спорудження в технікумі меморіалу в пам'ять про загиблих студентів і викладачів. У 1973 році до дня Перемоги в технікумі відкрито меморіал. На ньому викарбувані імена студентів і викладачів, загиблих в роки Другої світової війни.
У 1990 році здано в експлуатацію спортивний комплекс, що складається з малого і великого спортивних залів, тиру та стадіону. У 1993 році технікум отримав статус коледжу.

## Спеціальності
Коледж готує спеціалістів за такими спеціальностями:
- 230103 «Автоматизовані системи обробки інформації та управління (у промисловості)»
- 230401 «Інформаційні системи»
- 080110 «Економіка і бухгалтерський облік (в промисловості)»
- 080802 «Прикладна інформатика (в економіці)»
- 151001 «Технологія машинобудування»
- 140613 «Технічна експлуатація і обслуговування електричного і електромеханічного устаткування (в нафтогазовій галузі)»
- 130504 «Буріння нафтових і газових свердловин»
- 150411 «Монтаж і технічна експлуатація промислового обладнання (в нафтогазовій галузі)»
- 130503 «Розробка та експлуатація нафтових і газових родовищ»
- 131018 «Розробка та експлуатація нафтових і газових родовищ»
- 131ЭСК «Розробка та експлуатація нафтових і газових родовищ»
- 131БСК «Буріння нафтових і газових свердловин»
- 131003 «Буріння нафтових і газових свердловин»
- 151031 «Монтаж і технічна експлуатація промислового обладнання»
- 131016 «Спорудження та експлуатація газонафтопроводів і газонафтосховищ»
- 080114 «Економіка і бухгалтерський облік»
- 151901 «Технологія машинобудування»
- 140448 «Технічна експлуатація і обслуговування електричного і електромеханічного устаткування»

## Видатні випускники
- Аляєв Іван Павлович — Герой Радянського Союзу.
- Арасланов Гафіатулла Шагімарданович — Герой Радянського Союзу.
- Нікулочкін Дмитро Степанович — заслужений раціоналізатор РРФСР, учасник Другої світової війни, начальник установки комбінованого термічного крекінгу (з 1972 року — АТ-1) Ішимбайського НПЗ у 1965-1976-х рр.[4]. Автор понад 85 раціоналізаторських пропозицій з модернізації та підвищення ефективності переробки нафти.
- Секін Володимир Олексійович — Герой Радянського Союзу.
- Сургучев Михайло Леонтійович — радянський учений в області нафтопромислової геології.
- Уткін Юрій Васильович — радянський і російський політик, учений. Депутат Державної Думи Федеральних Зборів РФ першого (1993-1995) і другого (1995-1999) скликань.
- Шашин Валентин Дмитрович — радянський державний діяч, міністр нафтової промисловості СРСР (1965—1977).